# V417 Большого Пса
V417 Большого Пса (лат. V417 Canis Majoris) — двойная катаклизмическая симбиотическая переменная звезда типа Z Андромеды (ZAND) в созвездии Большого Пса на расстоянии приблизительно 4539 световых лет (около 1392 парсеков) от Солнца. Видимая звёздная величина звезды — от +10,87m до +10,47m.

## Характеристики
Первый компонент — S-звезда спектрального класса S6,8e.